# Atysilla inverta
Atysilla inverta är en skalbaggsart som beskrevs av Louis Albert Péringuey 1904. Atysilla inverta ingår i släktet Atysilla och familjen Melolonthidae. Inga underarter finns listade.